# Michael Foley
Michael Anthony Foley (Sídney, 7 de junio de 1967) es un entrenador y exjugador australiano de rugby que se desempeñaba como hooker.

## Selección nacional
Fue convocado a los All Blacks por primera vez en mayo de 1995 para enfrentar a los Canucks, formó parte del equipo que enfrentó a los British and Irish Lions; que se encontraban de gira por el país en 2001 y disputó su último partido en noviembre de 2001 ante los Dragones rojos. En total jugó 50 partidos y marcó cuatro tries para un total 20 puntos.

### Participaciones en Copas del Mundo
Disputó dos Copas del Mundo; Sudáfrica 1995 donde los Wallabies llegaron como defensores del título, pero perdieron en su primer partido ante los locales; los Springboks y acabaron segundos en su grupo, en cuartos de final fueron derrotados por el XV de la Rosa quedando eliminados. Jugó su último mundial en Gales 1999 donde los Wallabies llegaron a con jugadores como Stephen Larkham, Chris Latham, George Gregan, Matt Burke y Tim Horan; ganaron su grupo cómodamente, en cuartos de final superaron al anfitrión; Gales 24-9, luego en semifinales enfrentaron al campeón vigente; los Springboks, en un partido muy parejo que terminó en empate a 18 y debió jugarse el tiempo extra. El partido estaba empatado 21-21 cuando Gregan pasó el balón a Larkham y éste pateó un drop goal a 48 metros del In-goal, un penal de Burke definiría el partido 21-27. Finalmente los Wallabies vencieron 35-12 a Les Bleus y se consagraron campeones del Mundo por segunda vez en su historia, siendo la primera selección en lograrlo.
| Mundial                       | Sede      | Resultado        | PJ | Tries |
| ----------------------------- | --------- | ---------------- | -- | ----- |
| Copa Mundial de Rugby de 1995 | Sudáfrica | Cuartos de final | 2  | 1     |
| Copa Mundial de Rugby de 1999 | Gales     | Campeón          | 4  | 1     |

## Palmarés
- Campeón de The Rugby Championship de 2000 y 2001.
- Campeón del South Pacific Championship de 1992.
- Campeón del Super 10 de 1994 y 1995.